# Gabriel Constant Vaucher

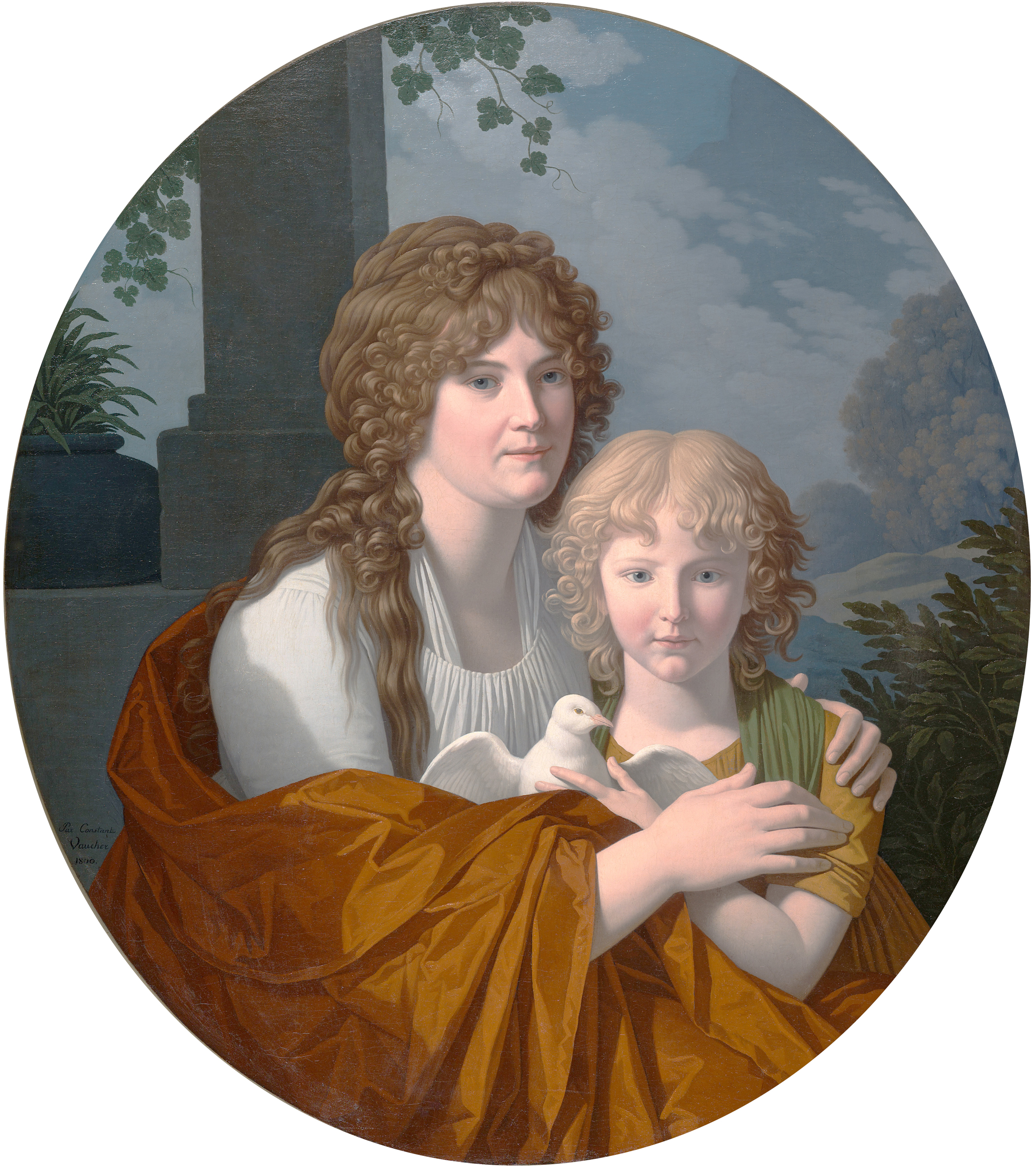
Porträt einer Frau mit Kind, das eine Taube hält

Gabriel Constant Vaucher (* 15. Juni 1768 in Genf; † 26. April 1814 ebenda) war ein Genfer Historienmaler des Klassizismus.

## Leben
Gabriel Constant Vauchers Vater Abraham Vaucher war Juwelier und Emailmaler. Gabriel Constant Vaucher besuchte von 1780 bis 1782 die Zeichenschule Genf. Von 1782 bis 1789 war er in Rom Schüler vom Cousin seiner Mutter, dem Maler Jean-Pierre Saint-Ours (1752–1809).
Im Alter von 17 Jahren gewann er den ersten Preis der Akademie von Parma mit seinem Bild Alexander und sein Arzt Philippe, das sich bis heute in den Sammlungen der Galleria nazionale di Parma befindet. Die Bewunderung der Meisterwerke von Michelangelo und Raffael prägten seine Kunst in Richtung zum Klassizismus, was auch dem damals dominierenden Empire-Stil entsprach. Zurück in Genf nahm er seit 1789 am Salon der Société des Arts teil. Seit 1799 widmete er sich immer mehr der Zeichnung von historischen Szenen und der Porträtmalerei. Zu seinen Privatschülern gehörten Joseph Hornung und Abraham Constantin (1785–1855). Er starb im Alter von 45 Jahren.